# Nekrolog 3. Quartal 1993
Nekrolog
◄◄
| ◄
| 1989
| 1990
| 1991
| 1992
| 1993 | 1994 | 1995 | 1996 | 1997 | ► | ►►
1. Quartal |
2. Quartal |
3. Quartal |
4. Quartal 1993
Weitere Ereignisse | Allgemeiner Nekrolog 1993
Die Beschreibung der verstorbenen Person sollte so kurz wie möglich gehalten sein und nur deren signifikante Tätigkeit(en) enthalten.
Neue Namen ggf. auch unter dem Geburts- und Sterbedatum, also etwa unter 1. Januar und im Geburts- und Sterbejahr (2024) eintragen (nur bei entsprechender großer Wichtigkeit). Für Beispiele siehe die schon vorhandenen Artikel.
Außerdem über die fünf zuletzt Verstorbenen, zu denen es einen ausreichend guten Artikel für eine Präsentation auf der Hauptseite gibt, nach der todesbedingten Überarbeitung der Artikel ggf. auch unter Wikipedia Diskussion:Hauptseite informieren und sie am besten auch in den anderen Wikipedia-Sprachversionen eintragen. Tipp: Regelmäßig bei news.google.de nach „ist tot“, „gestorben“ oder „verstorben“ suchen.
Wenn eine Person gestorben ist, gibt es viele Seiten zu dieser Person in der Wikipedia, die davon auch betroffen sind und entsprechend aktualisiert werden müssen. Beispiele: Namenübersichtsseite, Geburtsjahr, Geburtsort-Seiten und viele mehr.
Wie finde ich die betroffenen Seiten?
Im Suchfeld auf der linken Seite gibt man den Suchbegriff so ein: „Vorname Nachname“. Dann klickt man auf Volltext und alle Seiten mit entsprechendem Suchtext werden aufgerufen. Hier sieht man dann schnell, wo auch das Todesjahr Sinn macht oder sogar ein Teil des Artikels angepasst werden muss. Auch hilft das „Werkzeug“ auf der linken Seite sehr gut, um solche Seiten aufzufinden: „Links auf diese Seite“. Somit ist die Wikipedia wieder aktuell in allen Bereichen! Hinweis: bei Eintragung der Kategorie „Gestorben JAHR“ wird der Missbrauchsfilter 49 ausgelöst, was jedoch nicht schlimm ist. Siehe: Spezial:Missbrauchsfilter/49
Dies ist eine Liste von im dritten Quartal 1993 verstorbenen bekannten Persönlichkeiten. Die Einträge erfolgen innerhalb der einzelnen Daten alphabetisch sortiert. Tiere sind im Nekrolog für Tiere zu finden.

## Juli
| Tag      | Name                                 | Beruf, bekannt als                                                                                           | Alter | Beleg |
| -------- | ------------------------------------ | --- | ----- | ----- |
| 1. Juli  | Gert Hofmann                         | deutscher Schriftsteller                                                                                     | 62    |       |
| 1. Juli  | Toshihiko Izutsu                     | japanischer Islamwissenschaftler und Linguist                                                                | 79    |       |
| 1. Juli  | Ernst Kolb                           | deutscher Art-Brut-Künstler                                                                                  | 65    |       |
| 1. Juli  | Fritz Voigt                          | deutscher Verkehrswissenschaftler und Ökonom                                                                 | 83    |       |
| 2. Juli  | Muhlis Akarsu                        | kurdisch-alevitischer Bağlama-Spieler und Sänger                                                             | 45    |       |
| 2. Juli  | Metin Altıok                         | türkischer Dichter                                                                                           | 52    |       |
| 2. Juli  | Behçet Aysan                         | türkischer Dichter                                                                                           |       |       |
| 2. Juli  | Asım Bezirci                         | alevitisch-türkischer Dichter und Schriftsteller                                                             |       |       |
| 2. Juli  | Nesimi Çimen                         | alevitischer Volkssänger                                                                                     |       |       |
| 2. Juli  | Joe Daniels                          | britischer Jazzmusiker                                                                                       | 85    |       |
| 2. Juli  | Hasret Gültekin                      | kurdischer Saz-Spieler                                                                                       | 22    |       |
| 2. Juli  | Fred Gwynne                          | US-amerikanischer Schauspieler und Kinderbuchautor                                                           | 66    |       |
| 2. Juli  | Asaf Koçak                           | alevitischer Karikaturist                                                                                    |       |       |
| 02. Juli | Mariette Protin                      | französische Schwimmerin                                                                                     | 87    |       |
| 2. Juli  | Edibe Sulari                         | türkisch-alevitische Volkssängerin                                                                           |       |       |
| 2. Juli  | Clarence Melvin Zener                | US-amerikanischer Physiker                                                                                   | 87    |       |
| 3. Juli  | Joe DeRita                           | US-amerikanischer Komiker und Schauspieler                                                                   | 83    |       |
| 3. Juli  | Don Drysdale                         | US-amerikanischer Baseballspieler                                                                            | 56    |       |
| 3. Juli  | Gustav Kaniak                        | österreichischer Jurist und Höchstrichter                                                                    | 85    |       |
| 3. Juli  | Katō Shūson                          | japanischer Haiku-Dichter, Literaturwissenschaftler                                                          | 88    |       |
| 3. Juli  | Walter Markov                        | deutscher Historiker und Widerstandskämpfer                                                                  | 83    |       |
| 3. Juli  | Joseph Wishy                         | US-amerikanischer Filmproduzent                                                                              | 59    |       |
| 3. Juli  | Friedrich von Zahn                   | deutscher Ministerialbeamter                                                                                 | 90    |       |
| 4. Juli  | Yvette Amice                         | französische Mathematikerin                                                                                  | 57    |       |
| 4. Juli  | Monika von Boch                      | deutsche Künstlerin                                                                                          | 78    |       |
| 4. Juli  | Lola Gaos                            | spanische Schauspielerin                                                                                     | 71    |       |
| 4. Juli  | Alston Scott Householder             | US-amerikanischer Mathematiker                                                                               | 89    |       |
| 4. Juli  | Roman Abelewitsch Katschanow         | russischer Animator, Drehbuchautor und Regisseur                                                             | 72    |       |
| 4. Juli  | Heinrich Körner                      | deutscher Bildhauer und Medailleur                                                                           | 85    |       |
| 4. Juli  | Hellmut Lantschner                   | österreichischer und deutscher Skiläufer                                                                     | 83    |       |
| 4. Juli  | Maria Teresa de Noronha              | portugiesische Sängerin des Fado                                                                             | 74    |       |
| 4. Juli  | Anne Shirley                         | US-amerikanische Schauspielerin                                                                              | 75    |       |
| 4. Juli  | Friedrich Verholen                   | deutscher Politiker (SPD), MdL                                                                               | 91    |       |
| 5. Juli  | Helmut Greulich                      | deutscher Gewerkschafter und Politiker (SPD), MdL                                                            | 70    |       |
| 6. Juli  | Olive Ann Beech                      | US-amerikanische Unternehmerin                                                                               | 89    |       |
| 6. Juli  | John Gatenby Bolton                  | britisch-australischer Astronom                                                                              | 71    |       |
| 6. Juli  | Vladimír Skalický                    | tschechischer Botaniker                                                                                      | 64    |       |
| 7. Juli  | Elemér Berkessy                      | ungarischer Fußballspieler und Fußballtrainer                                                                | 88    |       |
| 7. Juli  | Else Dörr                            | deutsche Keramikerin, Grafikerin und Ordensschwester                                                         | 96    |       |
| 7. Juli  | Albin Fringeli                       | Schweizer Dichter und Autor                                                                                  | 94    |       |
| 7. Juli  | Rıfat Ilgaz                          | türkischer Journalist und Autor                                                                              | 82    |       |
| 7. Juli  | Günther Tietjen                      | deutscher Politiker (SPD), MdB                                                                               | 49    |       |
| 7. Juli  | Lode Van Dessel                      | belgisch-amerikanischer Komponist und Organist                                                               | 84    |       |
| 8. Juli  | Charles Adkins                       | US-amerikanischer Boxer                                                                                      | 61    |       |
| 8. Juli  | Helmut A. Crous                      | deutscher Journalist und Kunstsammler                                                                        | 79    |       |
| 8. Juli  | Irmgard Heilmann                     | deutsche Verlegerin und Schriftstellerin                                                                     | 74    |       |
| 8. Juli  | Fritz Kiesler                        | deutscher Bildhauer und Kunsthandwerker                                                                      | 87    |       |
| 8. Juli  | Paul Peter                           | österreichischer Politiker, Vorarlberger Landtagsabgeordneter (SPÖ)                                          | 70    |       |
| 8. Juli  | John Riseley-Prichard                | britischer Rennfahrer                                                                                        | 69    |       |
| 8. Juli  | Paul Sharits                         | US-amerikanischer Künstler und Filmemacher                                                                   | 50    |       |
| 8. Juli  | José de Jesús Tirado Pedraza         | mexikanischer Geistlicher, Erzbischof von Monterrey                                                          | 85    |       |
| 9. Juli  | Ern Baxter                           | kanadischer Geistlicher der Pfingstbewegung                                                                  | 79    |       |
| 9. Juli  | Henry Hazlitt                        | US-amerikanischer Journalist                                                                                 | 98    |       |
| 9. Juli  | Clemens von Jagow                    | deutscher Jurist, Präsident des Landgerichts Lübeck                                                          | 90    |       |
| 9. Juli  | Josef Richard Kaelin                 | Schweizer Erfinder, Filmproduzent und Künstler                                                               | 74    |       |
| 9. Juli  | Will Rogers junior                   | US-amerikanischer Politiker                                                                                  | 81    |       |
| 10. Juli | Wilhelm Eidam                        | deutscher Maler und Kunsterzieher                                                                            | 85    |       |
| 10. Juli | Ibuse Masuji                         | japanischer Schriftsteller                                                                                   | 95    |       |
| 10. Juli | Ruth Krauss                          | US-amerikanische Kinderbuchautorin                                                                           | 91    |       |
| 10. Juli | Sam Rolfe                            | US-amerikanischer Drehbuchautor und Filmproduzent                                                            | 69    |       |
| 11. Juli | Mario Bauzá                          | kubanischer Musiker des Latin Jazz                                                                           | 82    |       |
| 11. Juli | Joseph Gould                         | US-amerikanischer Gewerkschafter und Journalist                                                              | 78    |       |
| 11. Juli | Alexei Konstantinowitsch Lebedew     | russischer Tubist und Komponist                                                                              | 68    |       |
| 11. Juli | Fritz Münch                          | Schweizer Gewerkschaftsfunktionär                                                                            | 90    |       |
| 11. Juli | Sophroni Sacharow                    | orthodoxer Archimandrit und Klostergründer                                                                   | 96    |       |
| 12. Juli | Ferdinando Giuseppe Antonelli        | italienischer Geistlicher, Kurienkardinal                                                                    | 96    |       |
| 12. Juli | Gusti Huber                          | österreichische Theater- und Filmschauspielerin                                                              | 78    |       |
| 12. Juli | John Jenkins                         | US-amerikanischer Altsaxophonist                                                                             | 62    |       |
| 12. Juli | Werner Nagel                         | deutscher Politiker (SPD), MdB                                                                               | 59    |       |
| 12. Juli | Wilfried Wester-Ebbinghaus           | deutscher Hochschullehrer                                                                                    | 46    |       |
| 12. Juli | Hans Zanotelli                       | deutscher Dirigent                                                                                           | 65    |       |
| 13. Juli | Davey Allison                        | US-amerikanischer Automobilrennfahrer                                                                        | 32    |       |
| 13. Juli | Albert Decin                         | belgischer Radrennfahrer                                                                                     | 73    |       |
| 13. Juli | Jürgen Frohriep                      | deutscher Schauspieler                                                                                       | 65    |       |
| 13. Juli | Manon Hahn                           | deutsche Kostümbildnerin                                                                                     | 85    |       |
| 13. Juli | Zhao Songtao                         | chinesischer Landschaftsmaler                                                                                | 76    |       |
| 14. Juli | Gilles Barthe                        | französischer Geistlicher                                                                                    | 87    |       |
| 14. Juli | Léo Ferré                            | französischer Musiker und Anarchist                                                                          | 76    |       |
| 14. Juli | Erik Jansson                         | schwedischer Radrennfahrer                                                                                   | 86    |       |
| 14. Juli | Hannes Kästner                       | deutscher Organist und Cembalist                                                                             | 63    |       |
| 14. Juli | Maurice Matloff                      | US-amerikanischer Militärhistoriker                                                                          |       |       |
| 14. Juli | Rudolf Wildenmann                    | deutscher Politikwissenschaftler                                                                             | 72    |       |
| 15. Juli | Viktoras Butkus                      | litauischer Theologe und Hochschullehrer                                                                     | 70    |       |
| 15. Juli | Young Corbett III                    | US-amerikanischer Boxer                                                                                      | 88    |       |
| 15. Juli | Bert Greeves                         | britischer Ingenieur                                                                                         | 87    |       |
| 15. Juli | Raymund Havenith                     | deutscher Pianist und Hochschullehrer                                                                        | 45    |       |
| 15. Juli | Ingobert Heieck                      | deutscher römisch-katholischer Ordensbruder, Gärtner und Autor mehrerer Fachbücher                           | 57    |       |
| 15. Juli | Tautvydas Lideikis                   | litauischer Physiker und Politiker, Mitglied des Seimas                                                      | 45    |       |
| 15. Juli | Alfonso Uribe Jaramillo              | kolumbianischer römisch-katholischer Geistlicher                                                             | 79    |       |
| 15. Juli | Ovidiu Varga                         | rumänischer Komponist, Musikwissenschaftler und -pädagoge                                                    | 79    |       |
| 16. Juli | Gretel Adorno                        | deutsche Chemikerin und Unternehmerin; Ehefrau von Theodor W. Adorno                                         | 91    |       |
| 16. Juli | Michel Hollard                       | französischer Ingenieur, Offizier und Widerstandskämpfer                                                     | 95    |       |
| 16. Juli | Hugo Imfeld                          | Schweizer Bildhauer, Grafiker und Zeichner                                                                   | 77    |       |
| 16. Juli | Genowefa Kobielska                   | polnische Leichtathletin                                                                                     | 87    |       |
| 16. Juli | José Pastene                         | chilenischer Fußballspieler                                                                                  | 78    |       |
| 16. Juli | Hans Georg von Studnitz              | deutscher Journalist und Publizist                                                                           | 85    |       |
| 17. Juli | Wladimir Pawlowitsch Barmin          | sowjetischer Ingenieur                                                                                       | 84    |       |
| 17. Juli | Pál Dunay                            | ungarischer Fechter                                                                                          | 84    |       |
| 17. Juli | Jan Groth                            | polnischer Schauspieler                                                                                      | 72    |       |
| 17. Juli | Adolf Pawlowitsch Juschkewitsch      | russischer Mathematikhistoriker                                                                              | 87    |       |
| 17. Juli | Eschel Rhoodie                       | südafrikanischer Journalist, Autor und Politiker während der Zeit der Apartheid                              | 60    |       |
| 18. Juli | Héctor Freschi                       | argentinischer Fußballspieler                                                                                | 82    |       |
| 18. Juli | Walther Hoß                          | deutscher Architekt und Baubeamter                                                                           | 93    |       |
| 18. Juli | Jean Negulesco                       | US-amerikanischer Filmregisseur                                                                              | 93    |       |
| 18. Juli | Josef Raulf                          | deutscher Politiker (CDU)                                                                                    | 59    |       |
| 18. Juli | Edith Ruß                            | deutsche Stifterin                                                                                           | 74    |       |
| 18. Juli | Wilhelm Winkler                      | deutscher Politiker (CSU), MdL und Landrat                                                                   | 85    |       |
| 18. Juli | Michael Winstanley, Baron Winstanley | britischer Arzt, Moderator und Politiker (Liberal Party), Mitglied des House of Commons                      | 74    |       |
| 19. Juli | Newby O. Brantly                     | US-amerikanischer Hubschrauberhersteller                                                                     | 88    |       |
| 19. Juli | Erhardt Gißke                        | deutscher Architekt                                                                                          | 69    |       |
| 19. Juli | Szymon Goldberg                      | US-amerikanischer Dirigent und Violinist                                                                     | 84    |       |
| 19. Juli | Gordon Gray                          | schottischer Kardinal der römisch-katholischen Kirche und Erzbischof von Edinburgh                           | 82    |       |
| 19. Juli | Ernst A. Heiniger                    | Schweizer Fotograf und Filmemacher                                                                           | 83    |       |
| 19. Juli | Elmar Klos                           | tschechischer Drehbuchautor und Filmregisseur                                                                | 83    |       |
| 19. Juli | Fred Liewehr                         | österreichischer Kammerschauspieler                                                                          | 84    |       |
| 19. Juli | Mary Meerson                         | bulgarische Tänzerin und Model                                                                               | 90    |       |
| 19. Juli | Luzius Rüedi                         | Schweizer Eishockeyspieler                                                                                   | 93    |       |
| 19. Juli | Demos Shakarian                      | US-amerikanischer Gründer der FGBMFI                                                                         | 79    |       |
| 19. Juli | Ishihara Shōzō                       | japanischer Eisschnellläufer                                                                                 | 82    |       |
| 20. Juli | Jakob Bächtold                       | Schweizer Ingenieur, Politiker und Umweltschützer                                                            | 88    |       |
| 20. Juli | Vince Foster                         | US-amerikanischer Rechtsanwalt                                                                               | 48    |       |
| 20. Juli | Jacqueline Lamba                     | französische Malerin                                                                                         | 82    |       |
| 20. Juli | Adi Macek                            | österreichischer Fußballspieler                                                                              | 53    |       |
| 20. Juli | Horace Winchell                      | US-amerikanischer Mineraloge                                                                                 | 78    |       |
| 21. Juli | Robert J. Glass                      | US-amerikanischer Tontechniker                                                                               |       |       |
| 21. Juli | René-Jean Jacquet                    | französischer Fußballspieler                                                                                 | 60    |       |
| 21. Juli | Paul Müller-Zürich                   | Schweizer Komponist                                                                                          | 95    |       |
| 21. Juli | Edwin James George Pitman            | australischer Mathematiker                                                                                   | 95    |       |
| 21. Juli | Albert Prinzing                      | deutscher Manager                                                                                            | 82    |       |
| 21. Juli | Richard Tee                          | US-amerikanischer Pianist, Organist und Arrangeur                                                            | 49    |       |
| 22. Juli | Tadao Beppu                          | US-amerikanischer Politiker                                                                                  | 74    |       |
| 22. Juli | Torben Bille                         | dänischer Filmschaffender und Schauspieler                                                                   | 47    |       |
| 22. Juli | Piero Heliczer                       | italo-amerikanischer Schriftsteller, Drehbuchautor, Poet, Schauspieler, Verleger und Underground-Filmemacher | 56    |       |
| 22. Juli | Art Porter senior                    | US-amerikanischer Musiker                                                                                    | 59    |       |
| 22. Juli | Roscoe Robinson jr.                  | US-amerikanischer General                                                                                    | 64    |       |
| 22. Juli | Fritz Winkelmann                     | deutscher Politiker (DP), MdL                                                                                | 84    |       |
| 23. Juli | Carlos Bermúdez                      | argentinischer Tangosänger                                                                                   | 75    |       |
| 23. Juli | Raul Gardini                         | italienischer Unternehmer                                                                                    | 60    |       |
| 23. Juli | Dagmar Liechti-von Brasch            | Schweizer Ärztin und Ernährungsreformerin                                                                    | 81    |       |
| 23. Juli | Rudolf Macúch                        | slowakischer Linguist                                                                                        | 73    |       |
| 23. Juli | Big Smokey Smothers                  | US-amerikanischer Bluessänger und -gitarrist                                                                 | 64    |       |
| 23. Juli | Megan Taylor                         | britische Eiskunstläuferin                                                                                   | 72    |       |
| 23. Juli | Lera Millard Thomas                  | US-amerikanische Politikerin                                                                                 | 92    |       |
| 23. Juli | Leslie Thorne                        | britischer Automobilrennfahrer                                                                               | 77    |       |
| 23. Juli | Johannes Zielinski                   | deutscher Pädagoge und Hochschullehrer für Pädagogik an der TH Aachen                                        | 79    |       |
| 24. Juli | Francis Bouygues                     | französischer Unternehmer, Gründer des Bauunternehmens Bouygues                                              | 70    |       |
| 24. Juli | Anna Maurizio                        | Schweizer Bienenforscherin                                                                                   | 92    |       |
| 24. Juli | Joe Osmanski                         | US-amerikanischer American-Football-Spieler                                                                  | 75    |       |
| 24. Juli | Wiktor Alexandrowitsch Pankraschkin  | sowjetischer Basketballspieler                                                                               | 35    |       |
| 24. Juli | Birger Rostrup Wilcke                | dänischer Jurist                                                                                             | 69    |       |
| 25. Juli | Margaret Campbell, Duchess of Argyll | britische Gesellschaftsdame                                                                                  | 80    |       |
| 25. Juli | María Berenice Duque Hencker         | kolumbianische römisch-katholische Ordensfrau und Ordensgründerin, Selige                                    | 94    |       |
| 25. Juli | Hedwig Jochmus                       | deutsche Politikerin, MdL und MdB                                                                            | 94    |       |
| 25. Juli | Cecilia Parker                       | kanadisch-US-amerikanische Schauspielerin                                                                    | 79    |       |
| 25. Juli | Vincent Joseph Schaefer              | US-amerikanischer Chemiker und Meteorologe                                                                   | 87    |       |
| 26. Juli | Herbert Fox                          | deutscher Bergingenieur und Wirtschaftsführer                                                                | 89    |       |
| 26. Juli | Daniel Fuchs                         | US-amerikanischer Schriftsteller und Drehbuchautor                                                           | 84    |       |
| 26. Juli | Marcellite Garner                    | US-amerikanische Synchronsprecherin                                                                          | 83    |       |
| 26. Juli | Rudolf Marwan-Schlosser              | österreichischer Baustoffhändler und Politiker (ÖVP), Landtagsabgeordneter, Abgeordneter zum Nationalrat     | 79    |       |
| 26. Juli | Matthew B. Ridgway                   | US-amerikanischer General                                                                                    | 98    |       |
| 26. Juli | Ester Ringnér-Lundgren               | schwedische Schriftstellerin                                                                                 | 85    |       |
| 26. Juli | Othmar Schauberger                   | österreichischer Höhlenforscher                                                                              | 91    |       |
| 26. Juli | Kurt Volk                            | Schweizer Maler und Glasmaler                                                                                | 73    |       |
| 26. Juli | Ludwig Walter                        | deutscher Fußballspieler                                                                                     | 70    |       |
| 27. Juli | Otto Buhbe                           | deutscher Landwirt, Synodaler und Kommunalpolitiker                                                          | 90    |       |
| 27. Juli | Reggie Lewis                         | US-amerikanischer Basketballspieler                                                                          | 27    |       |
| 27. Juli | Alfons Rimmele                       | deutscher Politiker (CDU)                                                                                    | 83    |       |
| 28. Juli | Jack Abell                           | US-amerikanischer Geiger, Bratscher, Dirigent, Musikpädagoge, Musikverleger und Komponist                    | 48    |       |
| 28. Juli | Jack Browne, Baron Craigton          | britischer Politiker (Unionist Party), Mitglied des House of Commons                                         | 88    |       |
| 28. Juli | Jacques Laudy                        | belgischer Comiczeichner                                                                                     | 86    |       |
| 28. Juli | Enrique Montoya                      | spanischer Flamenco-Künstler                                                                                 | 64    |       |
| 28. Juli | Johann Noll                          | deutscher Politiker (KPD), Oberbürgermeister                                                                 | 86    |       |
| 28. Juli | Stanley Woods                        | irischer Motorradrennfahrer                                                                                  | 89    |       |
| 29. Juli | Max Burckhardt                       | Schweizer Historiker                                                                                         | 82    |       |
| 29. Juli | Hans-Georg Jakobson                  | Opfer einer rechtsextremen Gewalttat                                                                         | 35    |       |
| 29. Juli | Caroline K. Simon                    | US-amerikanische Juristin und Politikerin                                                                    | 92    |       |
| 30. Juli | Frank L. Howley                      | US-amerikanischer Brigadegeneral der United States Army und später Vizekanzler der New York University       | 90    |       |
| 30. Juli | Edward E. Jones                      | US-amerikanische Sozialpsychologe und Professor                                                              | 66    |       |
| 30. Juli | William G. Niederland                | deutsch-amerikanischer Psychoanalytiker                                                                      | 88    |       |
| 30. Juli | Edward Raczyński                     | polnischer Diplomat und Politiker                                                                            | 101   |       |
| 30. Juli | William Roach                        | US-amerikanischer Romanist und Mediävist                                                                     | 86    |       |
| 30. Juli | Franz Windhager                      | österreichischer Architekt                                                                                   | 87    |       |
| 31. Juli | Lenore Aubert                        | US-amerikanische Schauspielerin                                                                              | 75    |       |
| 31. Juli | Lola Álvarez Bravo                   | mexikanische Fotografin                                                                                      | 86    |       |
| 31. Juli | Baudouin                             | belgischer Adeliger; König von Belgien (1951–1993)                                                           | 62    |       |
| 31. Juli | Paul B. Henry                        | US-amerikanischer Politiker                                                                                  | 51    |       |
| 31. Juli | Heinz Holter                         | österreichischer Biochemiker und Zell-Physiologe                                                             | 89    |       |
| 31. Juli | George Keyt                          | srilankischer Dichter und Maler                                                                              | 92    |       |
| 31. Juli | Elisabeth Peveling                   | deutsche Botanikerin                                                                                         | 61    |       |
| 31. Juli | Bert Hadley                          | britischer Test- und Autorennfahrer                                                                          | 83    |       |

## August
| Tag        | Name                                | Beruf, bekannt als                                                                                              | Alter | Beleg |
| ---------- | ----------------------------------- | --- | ----- | ----- |
| 1. August  | Bob Carter                          | US-amerikanischer Jazzbassist                                                                                   | 71    |       |
| 1. August  | Heinz Coubier                       | deutscher Regisseur und Schriftsteller                                                                          | 88    |       |
| 1. August  | Claire Du Brey                      | US-amerikanische Schauspielerin                                                                                 | 100   |       |
| 1. August  | Elmira Gafarova                     | aserbaidschanische Politikerin                                                                                  | 59    |       |
| 1. August  | Abraham Guillén                     | spanischer Journalist, Ökonom und Politikwissenschaftler                                                        | 80    |       |
| 1. August  | Max Jones                           | britischer Jazzautor und Journalist                                                                             | 76    |       |
| 1. August  | Ewing M. Kauffman                   | US-amerikanischer Unternehmer und Philanthrop                                                                   | 76    |       |
| 1. August  | Günter Lanczkowski                  | deutscher Religionswissenschaftler und Altamerikanist                                                           | 76    |       |
| 1. August  | Alfred Manessier                    | französischer Maler                                                                                             | 81    |       |
| 1. August  | Luciano Montero                     | spanischer Radrennfahrer                                                                                        | 85    |       |
| 1. August  | Wilhelm Neumann                     | deutscher Chemiker (Organische Chemie)                                                                          | 66    |       |
| 1. August  | Klaus Oswatitsch                    | österreichischer Physiker                                                                                       | 83    |       |
| 1. August  | Wolfgang Trilling                   | römisch-katholischer Priester, Theologe und Neutestamentler                                                     | 68    |       |
| 1. August  | Krystyna Żywulska                   | polnische Schriftstellerin                                                                                      | 78    |       |
| 2. August  | Guido del Mestri                    | italienischer Kardinal der römisch-katholischen Kirche                                                          | 82    |       |
| 2. August  | Janusz Sidło                        | polnischer Speerwerfer                                                                                          | 60    |       |
| 2. August  | Hermann Stehr                       | deutscher Bildhauer und Maler                                                                                   | 55    |       |
| 3. August  | Ernst Buchholz                      | deutscher Tennisspieler                                                                                         | 73    |       |
| 3. August  | Chinmayananda                       | indischer Lehrer des modernen Hinduismus, Begründer der Chinmaya-Mission                                        | 77    |       |
| 3. August  | James Donald                        | britischer Schauspieler                                                                                         | 76    |       |
| 3. August  | Alwyn Gentry                        | US-amerikanischer Botaniker                                                                                     | 48    |       |
| 3. August  | Albin Glaser                        | israelischer Architekt und Überlebender des Holocaust                                                           | 74    |       |
| 3. August  | Siem Heiden                         | niederländischer Eisschnellläufer                                                                               | 88    |       |
| 3. August  | Jay Oliver                          | US-amerikanischer Jazzbassist                                                                                   |       |       |
| 3. August  | Theodore Albert Parker III          | US-amerikanischer Ornithologe                                                                                   | 40    |       |
| 3. August  | Hans Winklhofer                     | deutscher Politiker (BP, CSU)                                                                                   | 82    |       |
| 4. August  | Nesmith Ankeny                      | US-amerikanischer Mathematiker                                                                                  |       |       |
| 4. August  | Kenny Drew senior                   | US-amerikanischer Jazz-Pianist                                                                                  | 64    |       |
| 4. August  | Margit Gráber                       | ungarische Malerin und Grafikerin                                                                               | 97    |       |
| 4. August  | Reginald Hamlin                     | neuseeländischer Gynäkologe und Mitgründer des Addis Ababa Fistula Hospital                                     | 85    |       |
| 4. August  | Hans Löwy                           | österreichischer Tischtennisspieler und Unternehmensgründer                                                     | 86    |       |
| 4. August  | Wilhelm Maas                        | deutscher Politiker (FDP, CDU), MdL                                                                             | 71    |       |
| 4. August  | Arnold Meier                        | Schweizer Langstreckenläufer                                                                                    | 79    |       |
| 4. August  | Alf Schreyer                        | deutscher Archivar, Heimatforscher und Publizist                                                                | 78    |       |
| 4. August  | George M. Wallhauser                | US-amerikanischer Politiker                                                                                     | 93    |       |
| 5. August  | Duke Burrell                        | US-amerikanischer Jazzmusiker                                                                                   | 73    |       |
| 5. August  | Bob Cooper                          | US-amerikanischer Jazzmusiker und Arrangeur                                                                     | 67    |       |
| 5. August  | Karin Nellemose                     | dänische Schauspielerin                                                                                         | 88    |       |
| 5. August  | Andrij Romodanow                    | sowjetisch-ukrainischer Neurochirurg                                                                            | 72    |       |
| 5. August  | Francisco Rúa                       | argentinischer Fußballspieler                                                                                   | 82    |       |
| 5. August  | Eugen Suchoň                        | slowakischer Komponist                                                                                          | 84    |       |
| 6. August  | Bob Kiesel                          | US-amerikanischer Sprinter                                                                                      | 81    |       |
| 6. August  | Henri Pharaon                       | libanesischer Politiker und Geschäftsmann                                                                       |       |       |
| 6. August  | John Stave                          | deutscher Satiriker und Schriftsteller                                                                          | 64    |       |
| 6. August  | Milton O. Thompson                  | US-amerikanischer Astronaut und Testpilot                                                                       | 67    |       |
| 6. August  | Bill Thomson                        | kanadischer Eishockeyspieler                                                                                    | 79    |       |
| 7. August  | Roy Budd                            | britischer Komponist von Filmmusik und Jazzpianist                                                              | 46    |       |
| 7. August  | Fukuda Tokuyasu                     | japanischer Diplomat und Politiker                                                                              | 86    |       |
| 7. August  | Ashby Peter Solomzi Mda             | südafrikanischer Lehrer und Politiker                                                                           | 77    |       |
| 7. August  | Gerhard Neuser                      | deutscher Fußballspieler                                                                                        | 54    |       |
| 7. August  | Kurt Peschel                        | deutscher Parlamentsstenograph                                                                                  | 92    |       |
| 7. August  | Ursula Schuh                        | deutsche Malerin und Bühnenbildnerin                                                                            | 85    |       |
| 7. August  | Luise Vogel                         | deutsche Germanistin, Deutschlehrerin, Dichterin und Essayistin                                                 | 96    |       |
| 8. August  | Jiří Adamíra                        | tschechischer Schauspieler                                                                                      | 67    |       |
| 8. August  | Christian Holsten                   | deutscher Schriftsteller und Vortragskünstler niederdeutscher Sprache                                           | 70    |       |
| 9. August  | Iris Faircloth Blitch               | US-amerikanische Politikerin                                                                                    | 81    |       |
| 9. August  | Hans Bürkle                         | österreichischer Politiker (ÖVP), Mitglied des Bundesrates                                                      | 73    |       |
| 9. August  | Ludwig Gebhard                      | deutscher Kirchenmusiker, Komponist und Musikpädagoge                                                           | 86    |       |
| 9. August  | Reinhard Kamitz                     | österreichischer Politiker und Finanzminister                                                                   | 86    |       |
| 9. August  | Werner Menke                        | deutscher Musikwissenschaftler und Musiker                                                                      | 86    |       |
| 9. August  | Ernst Alfred Philippson             | deutsch-amerikanischer germanistischer und anglistischer Mediävist und Hochschullehrer                          | 93    |       |
| 9. August  | Friedrich-Adolf Schmidt-Künsemüller | deutscher Bibliothekar und Buchwissenschaftler                                                                  | 82    |       |
| 10. August | Øystein Aarseth                     | norwegischer Black-Metal-Gitarrist                                                                              | 25    |       |
| 10. August | Chad Oliver                         | US-amerikanischer Science-Fiction- und Western-Schriftsteller                                                   | 65    |       |
| 10. August | Eva Olmerová                        | tschechoslowakische Pop- und Jazzsängerin                                                                       | 59    |       |
| 10. August | Fritz Schulz                        | deutscher Bildhauer und Medailleur                                                                              | 84    |       |
| 10. August | Irene Sharaff                       | US-amerikanische Kostümbildnerin                                                                                | 83    |       |
| 11. August | Werner Aßmann                       | deutscher Handballspieler                                                                                       | 69    |       |
| 11. August | Franz Eichhorn                      | deutscher Widerstandskämpfer                                                                                    | 87    |       |
| 12. August | Harry Kalenberg                     | österreichischer Schauspieler und Synchronsprecher                                                              | 72    |       |
| 12. August | Wilhelm Malter                      | deutscher Dichter und Autor                                                                                     | 93    |       |
| 13. August | Jackson Edward Betts                | US-amerikanischer Politiker                                                                                     | 89    |       |
| 13. August | Helene Jacobs                       | deutsche Widerstandskämpferin gegen den Nationalsozialismus                                                     | 87    |       |
| 13. August | Emil F. Karsten                     | deutscher Maler, Grafiker und Kalligraf                                                                         | 82    |       |
| 13. August | Kurt Pommer                         | deutscher Maschinenbauingenieur                                                                                 | 89    |       |
| 14. August | José Basso                          | argentinischer Tangopianist, Komponist und Bandleader                                                           | 74    |       |
| 14. August | Paul Bugeja                         | maltesischer Autor im Bereich der Erwachsenenbildung                                                            | 80    |       |
| 14. August | F. W. Friederich                    | deutscher Maler und Grafiker                                                                                    | 81    |       |
| 14. August | Liam Hourican                       | irischer Journalist, Pressesprecher und EU-Beamter                                                              | 49    |       |
| 14. August | Gerd Nienstedt                      | deutsch-österreichischer Opernsänger (Bass, Bassbariton)                                                        | 61    |       |
| 14. August | Christian Riechers                  | deutscher Politologe, marxistischer Theoretiker und Hochschullehrer                                             | 57    |       |
| 14. August | Hellmuth Schipani                   | österreichischer Politiker (SPÖ), Mitglied des Bundesrates                                                      | 66    |       |
| 14. August | Heinz-Horst Schrey                  | deutscher Theologe und Professor für evangelische Theologie und Philosophie an der Pädagogischen Hochschule ... | 81    |       |
| 14. August | Alison Smithson                     | britische Architektin                                                                                           | 65    |       |
| 14. August | Oskar Jan Tauschinski               | österreichischer Schriftsteller und Übersetzer                                                                  | 79    |       |
| 14. August | Günther van Well                    | deutscher Diplomat und Staatssekretär im Auswärtigen Amt                                                        | 70    |       |
| 14. August | Fritz Zimmermann                    | österreichischer Jurist und Historiker                                                                          | 87    |       |
| 15. August | Jack Austin                         | britischer Autor und Buddhist                                                                                   | 76    |       |
| 15. August | Robert Kempner                      | deutsch-jüdischer Jurist und Rechtsanwalt                                                                       | 93    |       |
| 15. August | Fletcher Smith                      | US-amerikanischer Rhythm-&-Blues- und Jazzpianist                                                               | 79    |       |
| 15. August | Patricia St. John                   | englische Missionarin in Marokko und Autorin christlicher Kinder- und Jugendliteratur                           | 74    |       |
| 16. August | Jacob D. Beam                       | US-amerikanischer Diplomat                                                                                      | 85    |       |
| 16. August | René Dreyfus                        | französischer Rennfahrer                                                                                        | 88    |       |
| 16. August | Ellsworth Fredericks                | US-amerikanischer Kameramann                                                                                    | 89    |       |
| 16. August | Tom Fuccello                        | US-amerikanischer Schauspieler                                                                                  | 56    |       |
| 16. August | Stewart Granger                     | englischer Schauspieler                                                                                         | 80    |       |
| 16. August | Ethelwynn Trewavas                  | britische Ichthyologin                                                                                          | 92    |       |
| 16. August | Héctor Zeoli                        | argentinischer Organist und Komponist                                                                           | 73    |       |
| 17. August | Max Gebhardt                        | deutscher Leichtathlet                                                                                          | 89    |       |
| 17. August | Hermann Gerstner                    | deutscher Schriftsteller                                                                                        | 90    |       |
| 17. August | Gunther von Lepel                   | deutscher Filmproduzent                                                                                         | 90    |       |
| 17. August | Charles Roviglione                  | französischer Fußballspieler                                                                                    | 80    |       |
| 18. August | Alexander Eschenbach                | deutscher Politiker (GB/BHE), MdL                                                                               | 89    |       |
| 18. August | Waldeen Falkenstein                 | US-amerikanische Tänzerin und Choreografin                                                                      | 80    |       |
| 18. August | Heinrich Heß                        | deutscher Kanute                                                                                                | 65    |       |
| 19. August | Lucinda Ballard                     | US-amerikanische Kostümdesignerin                                                                               | 87    |       |
| 19. August | Jack Bartlett                       | britischer Unternehmer und Automobilrennfahrer                                                                  | 88    |       |
| 19. August | Salah Dschadid                      | syrischer Politiker                                                                                             |       |       |
| 19. August | Gérard Hérold                       | französischer Schauspieler                                                                                      | 53    |       |
| 19. August | Donald William Kerst                | US-amerikanischer Physiker                                                                                      | 81    |       |
| 19. August | Hans Lebert                         | österreichischer Schriftsteller und Opernsänger                                                                 | 74    |       |
| 19. August | Fritz Pirkl                         | deutscher Psychologe und Politiker (CSU), MdL, bayerischer Staatsminister, MdEP                                 | 68    |       |
| 20. August | Tony Barton                         | englischer Fußballspieler und -trainer                                                                          | 56    |       |
| 20. August | Jurica Dijaković                    | jugoslawischer Schauspieler                                                                                     | 73    |       |
| 20. August | Kurt Karl Doberer                   | deutscher Ingenieur, Journalist, Schriftsteller und Philatelist                                                 | 88    |       |
| 20. August | Friedrich Meyer                     | deutscher Komponist, Arrangeur und Bandleader                                                                   | 78    |       |
| 20. August | William J. Murphy                   | US-amerikanischer Politiker                                                                                     | 81    |       |
| 20. August | Reiner Schürmann                    | deutscher Philosoph                                                                                             | 52    |       |
| 21. August | Alfred Bonfert                      | rumäniendeutscher Präsident der Deutschen Volkspartei Rumäniens (DVR) und Tierarzt                              | 89    |       |
| 21. August | Henk Bosch van Drakestein           | niederländischer Jazzmusiker                                                                                    | 65    |       |
| 21. August | Porfirio Díaz                       | chilenischer Akkordeonist, Bandoneonist, Bandleader und Komponist                                               | 81    |       |
| 21. August | Kurt Geiger                         | deutscher Militärmediziner und Generalmajor (NVA)                                                               | 72    |       |
| 21. August | Anny Helm                           | österreichische Opernsängerin (Sopran)                                                                          | 90    |       |
| 21. August | Tatiana Troyanos                    | US-amerikanische Opernsängerin (Mezzosopran)                                                                    | 54    |       |
| 22. August | Ludovica Hainisch-Marchet           | österreichische Pädagogin und Frauenrechtlerin                                                                  | 92    |       |
| 22. August | Dinmuchamed Kunajew                 | sowjetischer Politiker                                                                                          | 81    |       |
| 22. August | Kasdi Merbah                        | algerischer Politiker                                                                                           | 55    |       |
| 22. August | Halsey Royden                       | US-amerikanischer Mathematiker und Hochschullehrer                                                              | 64    |       |
| 22. August | Elli Jessen-Somann                  | deutsche Schauspielerin und Hörspielsprecherin                                                                  | 88    |       |
| 23. August | Charles Scorsese                    | US-amerikanischer Schauspieler                                                                                  | 80    |       |
| 23. August | Nikolai Pawlowitsch Selepukin       | russischer Schachkomponist                                                                                      | 75    |       |
| 24. August | Hans Kutscher                       | deutscher Jurist, Richter des Bundesverfassungsgerichts und Präsident des Europäischen Gerichtshofs             | 81    |       |
| 24. August | Boris Jakowlewitsch Lewin           | ukrainischer Mathematiker                                                                                       | 86    |       |
| 24. August | Georges Mercure                     | kanadischer Organist, Chorleiter, Gregorianik-Experte, Komponist und Benediktinermönch                          | 88    |       |
| 24. August | Paul Roscher                        | deutscher Politiker (SED), MdV                                                                                  | 79    |       |
| 24. August | Villum Kann Rasmussen               | dänischer Unternehmens- und Stiftungsgründer                                                                    | 84    |       |
| 24. August | Charles W. G. Rich                  | US-amerikanischer Offizier, Generalleutnant der US-Army                                                         | 82    |       |
| 24. August | Leonard Waters                      | einziger Kampfpilot als Aborigine im Zweiten Weltkrieg                                                          | 69    |       |
| 25. August | Ruth Shonle Cavan                   | US-amerikanische Soziologin und Kriminologin                                                                    | 96    |       |
| 25. August | Lawrence Kadoorie, Baron Kadoorie   | chinesischer Unternehmer, Hotelier und Philanthrop (Hongkong)                                                   | 94    |       |
| 25. August | Boris Moishezon                     | sowjetisch-US-amerikanischer Mathematiker                                                                       | 55    |       |
| 25. August | Willi Neuenhahn                     | deutscher Schauspieler                                                                                          | 65    |       |
| 25. August | Wilhelm Schlombs                    | deutscher Architekt und Kirchenbaumeister                                                                       | 73    |       |
| 26. August | Karl Bewerunge                      | deutscher Landwirt und Politiker (CDU), MdB                                                                     | 80    |       |
| 26. August | Ludwig Köbler                       | deutscher Politiker (SPD), MdL                                                                                  | 73    |       |
| 26. August | Alf Lassen                          | dänischer Schauspieler                                                                                          | 64    |       |
| 26. August | Reima Pietilä                       | finnischer Architekt                                                                                            | 70    |       |
| 26. August | Roy Raymond                         | US-amerikanischer Geschäftsmann                                                                                 | 46    |       |
| 26. August | Thaddäus Schwabl                    | österreichischer Skirennläufer                                                                                  | 76    |       |
| 26. August | Rudolf Sizmann                      | deutscher Physiker                                                                                              | 64    |       |
| 27. August | Wolfgang Helck                      | deutscher Ägyptologe                                                                                            | 78    |       |
| 27. August | Josef Hopf                          | deutscher Mechaniker                                                                                            | 98    |       |
| 28. August | Peter Dreßen                        | deutscher Politiker (FDP), Bürgermeister und MdL                                                                | 79    |       |
| 28. August | Carl-Theodor Kromer                 | deutscher Ingenieur                                                                                             | 92    |       |
| 28. August | Erich Kruzycki                      | deutscher Langstreckenläufer                                                                                    | 82    |       |
| 28. August | Paul Rowe                           | US-amerikanischer Eishockeyspieler                                                                              | 79    |       |
| 28. August | William Stafford                    | US-amerikanischer Dichter und Pazifist                                                                          | 79    |       |
| 28. August | Edward P. Thompson                  | britischer Historiker, Sozialist und Friedensaktivist                                                           | 69    |       |
| 29. August | Andreas Buschbacher                 | deutscher Politiker                                                                                             | 62    |       |
| 29. August | Roger McCluskey                     | US-amerikanischer Automobilrennfahrer                                                                           | 63    |       |
| 29. August | Michel Kuhn                         | Schweizet Radrennfahrer                                                                                         | 44    |       |
| 29. August | Luciano Marion                      | italienischer Ruderer                                                                                           | 64    |       |
| 29. August | Gwendoline Porter                   | britische Leichtathletin                                                                                        | 91    |       |
| 30. August | Dwight Marion Beck                  | US-amerikanischer Geistlicher der Methodist Church, Pädagoge und Bibelwissenschaftler                           | 100   |       |
| 30. August | Richard Jordan                      | US-amerikanischer Schauspieler                                                                                  | 56    |       |
| 30. August | Rudolph Schmitt                     | deutscher Klarinettist                                                                                          | 93    |       |
| 31. August | Theo Hupfauer                       | letzter Reichsarbeitsminister der NS-Zeit                                                                       | 87    |       |
| 31. August | Hein Riess                          | deutscher Schauspieler und Hamburger Volkssänger                                                                | 79    |       |
| 31. August | Siegfried Schürenberg               | deutscher Schauspieler und Synchronsprecher                                                                     | 93    |       |
| 31. August | Bertha thoe Schwartzenberg          | niederländische Bildhauerin                                                                                     | 102   |       |
| 31. August | Al Trace                            | US-amerikanischer Musiker                                                                                       | 92    |       |
| 31. August | Hans-Joachim Wegener                | deutscher Politiker (CDU), MdL                                                                                  | 82    |       |
| August     | Kurt Beck                           | deutscher Schauspieler, Theaterregisseur und Hörspielsprecher                                                   | 67    |       |

## September
| Tag           | Name                                             | Beruf, bekannt als                                                                                              | Alter | Beleg |
| ------------- | ------------------------------------------------ | --- | ----- | ----- |
| 1. September  | Fritz Cremer                                     | deutscher Bildhauer                                                                                             | 86    |       |
| 1. September  | Hew Lorimer                                      | schottischer Bildhauer                                                                                          | 86    |       |
| 1. September  | Alexei Iwanowitsch Wachonin                      | sowjetischer Gewichtheber                                                                                       | 58    |       |
| 2. September  | Joana Maria Gorvin                               | rumänische Theaterschauspielerin                                                                                | 70    |       |
| 2. September  | Friedhelm Nippel                                 | deutscher Entomologe                                                                                            | 49    |       |
| 2. September  | Erich Wenderoth                                  | deutscher Jurist                                                                                                | 96    |       |
| 3. September  | Henry Deku                                       | deutscher Philosoph                                                                                             | 83    |       |
| 3. September  | Otto Liebenberg                                  | deutscher Tierzüchter und Hochschullehrer                                                                       | 80    |       |
| 3. September  | Leon Liebgold                                    | polnischer Schauspieler                                                                                         | 83    |       |
| 3. September  | Heinrich Strobele                                | österreichischer Schauspieler                                                                                   | 77    |       |
| 4. September  | Michel-Georges Brégent                           | kanadischer Komponist, Organist und Keyboardspieler                                                             | 45    |       |
| 4. September  | Günter Goebel                                    | deutscher Offizier der Wehrmacht                                                                                | 75    |       |
| 4. September  | Baltasar Lobo                                    | spanischer Bildhauer                                                                                            | 83    |       |
| 4. September  | Hervé Villechaize                                | französischer Schauspieler                                                                                      | 50    |       |
| 5. September  | Hans Dietz                                       | deutscher Arzt und SS-Sturmbannführer                                                                           | 85    |       |
| 5. September  | René Klijn                                       | niederländischer Popsänger und Fotomodell                                                                       | 30    |       |
| 5. September  | Virgilio Mortari                                 | italienischer Komponist und Musikpädagoge                                                                       | 90    |       |
| 5. September  | Claude Renoir                                    | französischer Kameramann                                                                                        | 78    |       |
| 5. September  | Erwin Schüle                                     | deutscher Staatsanwalt                                                                                          | 80    |       |
| 5. September  | Julian Semjonowitsch Semjonow                    | sowjetischer Schriftsteller und Drehbuchautor                                                                   | 61    |       |
| 5. September  | Erich Sundermann                                 | deutscher Politiker (NSDAP), MdR                                                                                | 85    |       |
| 5. September  | John Truscott                                    | australischer Kostüm- und Szenenbildner sowie Schauspieler                                                      | 57    |       |
| 5. September  | Anastasija Iwanowna Zwetajewa                    | russische Schriftstellerin                                                                                      | 98    |       |
| 6. September  | Paul Arthur Schilpp                              | US-amerikanischer Philosoph                                                                                     | 96    |       |
| 7. September  | Hermann Barnefske                                | deutscher Politiker (SPD), MdL                                                                                  | 85    |       |
| 7. September  | Dénes Bartha                                     | ungarischer Musikwissenschaftler                                                                                | 84    |       |
| 7. September  | Hall Bartlett                                    | US-amerikanischer Filmproduzent, Drehbuchautor, Regisseur                                                       | 70    |       |
| 7. September  | Lefty Dizz                                       | US-amerikanischer Chicago Blues-Gitarrist und Sänger                                                            | 56    |       |
| 7. September  | Adele Girard                                     | US-amerikanische Jazz-Harfenistin                                                                               | 80    |       |
| 7. September  | Heinrich Kipp                                    | deutscher Rechtswissenschaftler                                                                                 | 83    |       |
| 7. September  | Christian Metz                                   | französischer Filmtheoretiker und Semiotiker                                                                    | 61    |       |
| 8. September  | William Alexander, Baron Alexander of Potterhill | britischer Pädagoge und Bildungsreformer                                                                        | 87    |       |
| 8. September  | Vincent Dethier                                  | US-amerikanischer Physiologe und Insektenkundler                                                                | 78    |       |
| 8. September  | Peter Higgins                                    | britischer Sprinter                                                                                             | 64    |       |
| 8. September  | Tor Skjønsberg                                   | norwegischer Politiker, Minister und Unternehmer                                                                | 90    |       |
| 8. September  | Melitta Sundström                                | deutscher Sänger und Travestiekünstler                                                                          | 29    |       |
| 9. September  | Jimmy Deuchar                                    | schottischer Jazz-Trompeter und Arrangeur                                                                       | 63    |       |
| 9. September  | Helen O’Connell                                  | US-amerikanische Sängerin und Schauspielerin                                                                    | 73    |       |
| 9. September  | Heinz Rühl                                       | deutscher Jurist, Richter am Oberlandesgericht in Düsseldorf und Heimatforscher                                 | 75    |       |
| 9. September  | Maurice Yaméogo                                  | burkinischer Politiker, Präsident von Burkina Faso                                                              | 71    |       |
| 10. September | Garnet Ault                                      | kanadischer Schwimmer                                                                                           | 87    |       |
| 10. September | José de Azeredo Perdigão                         | portugiesischer Rechtsanwalt                                                                                    | 96    |       |
| 10. September | Julien Freund                                    | französischer Soziologe                                                                                         | 72    |       |
| 10. September | Hanno-Walter Kruft                               | deutscher Kunsthistoriker                                                                                       | 55    |       |
| 10. September | Theodor Maunz                                    | deutscher Hochschullehrer für Verwaltungsrecht und Politiker (CSU)                                              | 92    |       |
| 10. September | Meinrad Miltenberger                             | deutscher Kanute und Kanutrainer                                                                                | 68    |       |
| 10. September | Fernand Mithouard                                | französischer Radrennfahrer                                                                                     | 84    |       |
| 10. September | Josef Odložil                                    | tschechoslowakischer Leichtathlet (Mittelstreckenläufer)                                                        | 54    |       |
| 10. September | Helmut Thoma                                     | deutscher Maler                                                                                                 | 84    |       |
| 11. September | Erling Andersen                                  | US-amerikanischer Skisportler                                                                                   | 88    |       |
| 11. September | Luis Antonio Escobar                             | kolumbianischer Komponist und Musikwissenschaftler                                                              | 68    |       |
| 11. September | Antoine Izméry                                   | haitianischer Geschäftsmann und Aktivist                                                                        |       |       |
| 11. September | Erich Leinsdorf                                  | österreichisch-amerikanischer Dirigent                                                                          | 81    |       |
| 11. September | Mary Jane Reoch                                  | US-amerikanische Radrennfahrerin                                                                                | 48    |       |
| 11. September | Wolfgang Wasow                                   | US-amerikanischer Mathematiker                                                                                  | 84    |       |
| 12. September | Raymond Burr                                     | kanadischer Theater-, Fernseh- und Filmschauspieler                                                             | 76    |       |
| 12. September | Hitendra Kanaiyalal Desai                        | indischer Politiker des Indischen Nationalkongresses (INC)                                                      | 78    |       |
| 12. September | Walter Jean Ganshof van der Meersch              | belgischer Jurist, Bobfahrer und Politiker                                                                      | 93    |       |
| 12. September | Richard Germer                                   | deutscher Sänger und Komponist, Hamburger Volkssänger                                                           | 92    |       |
| 12. September | Friedrich Helmel                                 | österreichischer Ordensgeistlicher, römisch-katholischer Bischof von Guarapuava                                 | 82    |       |
| 12. September | Charles Lamont                                   | US-amerikanischer Regisseur                                                                                     | 98    |       |
| 12. September | Willie Mosconi                                   | US-amerikanischer Billardspieler                                                                                | 80    |       |
| 12. September | Werner Niefer                                    | deutscher Manager                                                                                               | 65    |       |
| 13. September | Roland Béguelin                                  | Schweizer Politiker und Separatistenführer                                                                      | 71    |       |
| 13. September | Friedrich Wilhelm Deichmann                      | deutscher Christlicher Archäologe und byzantinischer Kunsthistoriker                                            | 83    |       |
| 13. September | Christoph Delz                                   | Schweizer Komponist und Pianist                                                                                 | 43    |       |
| 13. September | Steve Jordan                                     | US-amerikanischer Jazz-Gitarrist                                                                                | 74    |       |
| 13. September | Edith Kiel                                       | deutsche Filmregisseurin, Drehbuchautorin, Filmeditorin und Filmproduzentin                                     | 89    |       |
| 14. September | Henry Amdahl                                     | norwegischer Skispringer                                                                                        | 72    |       |
| 14. September | Egon Braun                                       | österreichischer Philosophiehistoriker und Klassischer Archäologe                                               | 87    |       |
| 14. September | Erling Kongshaug                                 | norwegischer Sportschütze                                                                                       | 78    |       |
| 14. September | Miroslav Peris                                   | kroatischer Pilot im Kroatien-Krieg                                                                             |       |       |
| 14. September | Albert Pfluger                                   | Schweizer Mathematiker                                                                                          | 85    |       |
| 14. September | Bruno Schlokat                                   | deutscher Leichtathlet                                                                                          | 95    |       |
| 15. September | Manfred Eggstein                                 | deutscher Mediziner                                                                                             | 66    |       |
| 15. September | Sándor Ferenczy                                  | Hörspielregisseur und -autor                                                                                    | 87    |       |
| 15. September | Fernando Centeno Güell                           | costa-ricanischer Schriftsteller und Sonderpädagoge                                                             | 85    |       |
| 15. September | Herman Meyer                                     | niederländischer Literaturwissenschaftler                                                                       | 82    |       |
| 15. September | Giuseppe Puglisi                                 | sizilianischer Priester und Anti-Mafia Aktivist                                                                 | 56    |       |
| 15. September | Wilhelm Wöste                                    | katholischer Theologe, Weihbischof in Münster                                                                   | 81    |       |
| 16. September | Achim Duchow                                     | deutscher Maler, Bildhauer und Fotograf                                                                         | 44    |       |
| 16. September | Henri LaBorde                                    | US-amerikanischer Leichtathlet                                                                                  | 84    |       |
| 16. September | Oodgeroo Noonuccal                               | australische Schriftstellerin, politische Aktivistin der Aborigines                                             | 72    |       |
| 16. September | Rok Petrovič                                     | jugoslawischer Skirennläufer                                                                                    | 27    |       |
| 16. September | Paul Schmitz                                     | deutscher Politiker (CDU), MdL                                                                                  | 73    |       |
| 16. September | Hasso Viebig                                     | deutscher Brigadegeneral der Bundeswehr                                                                         | 79    |       |
| 17. September | Robert Broughton                                 | kanadischer Altertumswissenschaftler                                                                            | 93    |       |
| 17. September | Karl Deuscher                                    | deutscher Politiker (SED)                                                                                       | 76    |       |
| 17. September | Hans Franzen                                     | deutscher Opernsänger                                                                                           | 58    |       |
| 17. September | Baligh Hamdi                                     | ägyptischer Komponist                                                                                           | 60    |       |
| 17. September | Harald Kruska                                    | deutscher evangelischer Theologe und Hochschullehrer                                                            | 84    |       |
| 17. September | Christian Nyby                                   | US-amerikanischer Filmeditor und Regisseur                                                                      | 80    |       |
| 18. September | Gerhard Creutz                                   | deutscher Ornithologe                                                                                           | 82    |       |
| 18. September | Willy Häntzschel                                 | deutscher Kletterer                                                                                             | 87    |       |
| 18. September | Friedrich Herneck                                | deutscher Wissenschaftshistoriker                                                                               | 84    |       |
| 18. September | Aris Konstantinidis                              | griechischer Architekt                                                                                          | 80    |       |
| 18. September | Henrietta Leaver                                 | US-amerikanische Schönheitskönigin, 1935 Miss America                                                           | 77    |       |
| 18. September | Hans Schwarzenbach                               | Schweizer Unternehmer und Pferdesportler                                                                        | 80    |       |
| 19. September | Helen Adam                                       | US-amerikanische Autorin und Künstlerin                                                                         | 83    |       |
| 19. September | Ernest F. Hauser                                 | US-amerikanischer Manager                                                                                       | 73    |       |
| 19. September | András Mihály                                    | ungarischer Komponist                                                                                           | 75    |       |
| 20. September | Howard Comfort                                   | US-amerikanischer klassischer Archäologe                                                                        | 89    |       |
| 20. September | Erich Hartmann                                   | deutscher Luftwaffenoffizier und Jagdflieger                                                                    | 71    |       |
| 20. September | Əjdər İbrahimov                                  | sowjetisch-aserbaidschanischer Filmregisseur, Schauspieler, Drehbuchautor, Lehrer und Schriftsteller            | 74    |       |
| 20. September | Zita Johann                                      | US-amerikanische Schauspielerin                                                                                 | 89    |       |
| 20. September | Kurt Manja                                       | deutscher Fußballspieler                                                                                        | 73    |       |
| 20. September | Hans E. Suess                                    | österreichischer Physikalischer Chemiker und Kernphysiker                                                       | 83    |       |
| 21. September | Gerhart B. Ladner                                | österreichisch-amerikanischer Mediävist und Kunsthistoriker                                                     | 87    |       |
| 21. September | Fernand Ledoux                                   | französischer Schauspieler belgischer Herkunft                                                                  | 96    |       |
| 21. September | Wolfgang Müller                                  | deutscher Ökonom und Professor für Betriebswirtschaftslehre                                                     | 56    |       |
| 21. September | Thomas Wagner                                    | österreichischer Politiker (SPÖ), Landtagsabgeordneter im Burgenland sowie Bundesrat                            | 88    |       |
| 22. September | Maurice Abravanel                                | US-amerikanischer Dirigent                                                                                      | 90    |       |
| 22. September | Wolfgang Arnold                                  | deutscher Pharmakologe, Toxikologe und Rechtsmediziner                                                          | 77    |       |
| 22. September | Helmut Haenel                                    | deutscher Veterinärmediziner, Mikrobiologe und Ernährungswissenschaftler                                        | 74    |       |
| 22. September | Hans Helm                                        | österreichischer Politiker (SPÖ), Landtagsabgeordneter                                                          | 90    |       |
| 22. September | Niklaus Meienberg                                | Schweizer Journalist und Schriftsteller                                                                         | 53    |       |
| 22. September | Hans Miesch                                      | Schweizer Diplomat                                                                                              | 75    |       |
| 22. September | Mihai Tänzer                                     | rumänischer und ungarischer Fußballspieler                                                                      | 88    |       |
| 22. September | Klaus Martin Ziegler                             | deutscher Kirchenmusiker und Chorleiter                                                                         | 64    |       |
| 23. September | Bruce Ferden                                     | US-amerikanischer Dirigent                                                                                      |       |       |
| 23. September | Myer Galpern, Baron Galpern                      | britischer Politiker, Mitglied des House of Commons                                                             | 90    |       |
| 24. September | Ian Stuart Donaldson                             | britischer Musiker, Sänger und „Kopf“ der Punk-/Rechtsrock-Band Skrewdriver                                     | 36    |       |
| 24. September | Anton Herre                                      | deutscher Theologe                                                                                              | 82    |       |
| 24. September | Wjatscheslaw Leonidowitsch Kondratjew            | sowjetisch-russischer Schriftsteller, Dichter, Prosaautor und Grafiker                                          | 72    |       |
| 24. September | Erwin Köstler                                    | österreichischer Politiker (ÖVP), Mitglied des Bundesrates                                                      | 65    |       |
| 24. September | Wilhelm Kuebart                                  | deutscher Offizier der Wehrmacht, Beteiligter an der Vorbereitung des Attentats vom 20. Juli 1944               | 80    |       |
| 24. September | Fritz Logemann                                   | deutscher Politiker (DP, FDP), MdL, MdB                                                                         | 86    |       |
| 24. September | Bruno Pontecorvo                                 | italienisch-russischer Physiker und Hochschullehrer                                                             | 80    |       |
| 24. September | Gertrud Rast                                     | deutsche Journalistin und Politikerin                                                                           | 96    |       |
| 24. September | Wilhelm Schlüter                                 | deutscher Politiker (SPD), MdL                                                                                  | 81    |       |
| 24. September | Tamara Talbot Rice                               | britische Kunsthistorikerin                                                                                     | 89    |       |
| 25. September | Wilhelm Fitz                                     | deutscher Fußballspieler                                                                                        | 75    |       |
| 25. September | John Moores                                      | britischer Unternehmer                                                                                          | 97    |       |
| 25. September | Walter Nissen                                    | deutscher Archivar und Lokalhistoriker                                                                          | 85    |       |
| 25. September | Charlotte Prinz                                  | deutsche Malerin                                                                                                | 89    |       |
| 25. September | Rudolf Rasmussen                                 | dänischer Radrennfahrer                                                                                         | 55    |       |
| 25. September | Manlio Scopigno                                  | italienischer Fußballspieler und -trainer                                                                       | 67    |       |
| 26. September | Alois Becker                                     | saarländischer Politiker (CDU)                                                                                  | 82    |       |
| 26. September | Nina Nikolajewna Berberowa                       | russische Autorin, Emigrantin                                                                                   | 92    |       |
| 26. September | Semjon Iwanow                                    | sowjetisch-russischer Armeegeneral und Held der Sowjetunion                                                     | 86    |       |
| 26. September | Friedrich Kaiser                                 | deutscher Ordensgeistlicher, Bischof der Territorialprälatur Caravelí in Peru und der Gründer der Missionssc... | 90    |       |
| 26. September | J. R. Monterose                                  | US-amerikanischer Jazzmusiker                                                                                   | 66    |       |
| 26. September | John Pennel                                      | US-amerikanischer Leichtathlet                                                                                  | 53    |       |
| 27. September | James Harold Doolittle                           | US-amerikanischer General                                                                                       | 96    |       |
| 27. September | Raul Eschba                                      | abchasischer Politiker und Wirtschaftsminister                                                                  |       |       |
| 27. September | Bernhard Gauster                                 | österreichischer Politiker (FPÖ), Mitglied des Bundesrates                                                      | 40    |       |
| 27. September | Friedrich Gorissen                               | deutscher Historiker                                                                                            | 81    |       |
| 27. September | Agnes Jama                                       | niederländische Pianistin und Komponistin                                                                       | 82    |       |
| 27. September | Friederike Klauner                               | österreichische Kunsthistorikerin                                                                               | 76    |       |
| 27. September | Fraser MacPherson                                | kanadischer Jazzmusiker                                                                                         | 65    |       |
| 27. September | Schiuli Schartawa                                | georgischer Politiker                                                                                           | 49    |       |
| 28. September | Edward Kisiel                                    | polnischer Geistlicher, Erzbischof von Białystok                                                                | 75    |       |
| 28. September | Maria Ovsiankina                                 | russische Psychologin und Mitarbeiterin von Kurt Lewin an der Universität Berlin                                | 95    |       |
| 28. September | Dumitru Pavlovici                                | rumänischer Fußballtorhüter                                                                                     | 81    |       |
| 28. September | Robert Rehfeldt                                  | deutscher Künstler                                                                                              | 62    |       |
| 28. September | Frida Salzberg-Heins                             | deutsche Oberstudienrätin                                                                                       | 100   |       |
| 29. September | Matej Bor                                        | slowenischer Dichter, Journalist und Partisan                                                                   | 80    |       |
| 29. September | Ian Burn                                         | australischer Konzeptkünstler                                                                                   | 53    |       |
| 29. September | Gordon Douglas                                   | US-amerikanischer Filmregisseur                                                                                 | 85    |       |
| 29. September | Louis Eyraud                                     | französischer Politiker (Parti socialiste), Mitglied der Nationalversammlung, MdEP                              | 71    |       |
| 29. September | Tatjana Gsovsky                                  | russisch-deutsche Tänzerin, Choreografin und Ballettmeisterin                                                   | 92    |       |
| 29. September | Günter Jacob                                     | deutscher evangelischer Theologe und Bischofsverwalter                                                          | 87    |       |
| 29. September | Sonja Lapajne Oblak                              | slowenische Architektin                                                                                         | 87    |       |
| 29. September | Leopold Weismann                                 | österreichischer Jurist und Politiker (ÖVP), Abgeordneter zum Nationalrat                                       | 87    |       |
| 30. September | Jenny Aloni                                      | deutsch-israelische Schriftstellerin                                                                            | 76    |       |
| 30. September | Alfred Baum                                      | Schweizer Komponist, Pianist und Organist                                                                       | 89    |       |
| 30. September | Floyd Campbell                                   | US-amerikanischer Jazzmusiker (Schlagzeug, Gesang) und Bandleader                                               | 92    |       |
| 30. September | Anna Dammann                                     | deutsche Schauspielerin                                                                                         | 81    |       |
| 30. September | Hans Jönsson                                     | deutscher Film-, Fernseh- und Hörspielkomponist und Dirigent                                                    | 79    |       |
|               | Ernest Clark                                     | britischer Geher                                                                                                | 95    |       |